# Le Cateau Military Cemetery
Le Cateau Military Cemetery is een Britse militaire begraafplaats met gesneuvelden uit de Eerste Wereldoorlog, gelegen in de Franse plaats Le Cateau-Cambrésis (Noorderdepartement). De begraafplaats ligt 1.300 m ten noordwesten van het stadscentrum. Ze werd ontworpen door Charles Holden en William Cowlishaw en wordt onderhouden door de Commonwealth War Graves Commission. Het Cross of Sacrifice staat vooraan links van de toegang. De begraafplaats grenst aan het Deutscher Soldatenfriedhof Le Cateau. Op de gemeentelijke begraafplaats liggen ook nog Commonwealth doden begraven die bij de CWGC geregistreerd staan onder Le Cateau Communal Cemetery.
Er liggen 700 Commonwealth slachtoffers begraven waaronder 187 die niet meer geïdentificeerd konden worden.

## Geschiedenis
Le Cateau en de streek ten westen ervan was op 26 augustus 1914 het toneel van een hevige strijd tussen het Britse II Corps en een qua getalsterkte superieure Duitse legermacht. Vanaf dan tot 10 oktober 1918 bleef de stad in Duitse handen. Er was een belangrijk eindstation en een hospitaal gevestigd. Het 5th Connaught Rangers bestormde de stad maar de Duitse bezetters hielden stand en pas een week later kon de plaats definitief ontzet worden. De Duitse troepen begonnen in februari 1916 met de aanleg van hun begraafplaats met een afzonderlijk deel voor de Commonwealth gesneuvelden. 
Onder de geïdentificeerde doden zijn er 477 Britten, 2 Canadezen, 6 Australiërs, 2 Nieuw-Zeelanders, 24 Zuid-Afrikanen en 2 Duitsers begraven. Voor 20 Britten werden Special Memorials opgericht omdat hun graven niet meer gelokaliseerd konden worden.

## Graven
- Minna Durssen en Lina Nickel zijn twee Duitse verpleegsters. Zij overleden respectievelijk op 19/08/1917 en 11/12/1917.

### Onderscheiden militairen
- John William Sayer, korporaal bij het 8th Bn. The Queen's (Royal West Surrey) Regiment, ontving het Victoria Cross (VC). Hij overleed aan zijn verwondingen op 18 april 1918 in de leeftijd van 39 jaar.
- Austin Thorp, luitenant-kolonel bij Royal Garrison Artillery werd onderscheiden met de Orde van Sint-Michaël en Sint-George (CMG) en de Distinguished Service Order (DSO).
- William Laurence Pattisson, onderluitenant bij de Royal Naval Air Service werd onderscheiden met het Distinguished Service Cross (DSC).
- volgende officieren ontvingen het Military Cross (MC): kapitein Maurice Baldwin Bolton, luitenant William Gordon Smith, luitenant Howel Cyril Watkins en onderluitenant J. Grant.
- S.W. Crisp, sergeant-majoor bij de Royal Field Artillery werd onderscheiden met de Meritorious Service Medal (MSM).
- C. Leary, sergeant bij het Lincolnshire Regiment werd onderscheiden met de Distinguished Conduct Medal (DCM).
- verder zijn er nog 14 militairen die de Military Medal ontvingen (MM).